# 路易斯·阿蓬泰·馬丁內斯
路易斯·阿蓬泰·馬丁內斯（英語：：1922年8月4日—2012年4月10日），是天主教波多黎各籍司鐸級樞機。也是原波多黎各聖胡安總教區總主教。

## 生平
馬丁內斯出生於1922年8月4日，在波多黎各的城鎮拉哈斯。於1950年4月10日，在蓬塞教區晉鐸。
由1960年10月12日弗蘭西斯·斯貝爾曼樞機晉牧，被時任教宗若望二十三世任命為蓬塞教區輔理主教，領銜拉勒斯教區主教。1965年1月15日改任為波多黎各聖胡安總教區總主教。直到1999年3月26日榮休，由羅伯托·岡薩雷斯·尼埃弗斯接任成為波多黎各聖胡安總教區正權總主教。
1973年3月5日，被時任教宗保祿六世被擢升為司鐸級樞機。
馬丁內斯於2012年4月10日，在波多黎各首府聖胡安逝世，享年89歲。逝世後葬於聖若翰洗者主教座堂 (聖胡安)。